# Ewerton da Silva Pereira
Ewerton da Silva Pereira (sinh ngày 1 tháng 12 năm 1992) là một cầu thủ bóng đá người Brasil hiện đang thi đấu cho câu lạc bộ Hà Nội tại V.League 1 ở vị trí tiền vệ.

## Sự nghiệp câu lạc bộ

### Tại Brazil
Ewerton bắt đầu sự nghiệp của mình tại Fluminense. Vào tháng 4 năm 2012, anh gia nhập câu lạc bộ Campeonato Brasileiro Série B América de Natal dưới dạng cho mượn. Anh ra mắt chuyên nghiệp vào ngày 19 tháng 6 năm 2012, trong trận đấu với ASA. Tiếp theo là thời gian cho mượn tại Desportivo Brasil.
Vào tháng 7 năm 2013, Ewerton được cho Paulista mượn, nơi anh có 5 lần ra sân ở Copa Paulista.

### Portimonense
Vào tháng 8 năm 2014, Ewerton gia nhập câu lạc bộ Bồ Đào Nha Portimonense, nơi anh giành chức vô địch LigaPro ở 2016–17

### FC Porto
Vào ngày 2 tháng 7 năm 2018, sau bốn mùa giải ở Portimonense, Ewerton đã ký hợp đồng 4 năm với đội bóng đồng hương Primeira Liga Porto, với mức phí được báo cáo là 2 triệu euro. Tuy nhiên, anh đã không thuyết phục được người quản lý của Porto Sérgio Conceição trong giai đoạn tiền mùa giải và trở lại Portimonense dưới dạng cho mượn vào ngày 24 tháng 7.

### Urawa Reds
Vào tháng 1 năm 2019, Ewerton gia nhập câu lạc bộ Urawa Red Diamonds của J1 League theo dạng cho mượn đến tháng 7 năm 2019. Khoản vay sau đó được gia hạn đến cuối năm 2020.

### Trở lại Portimonense
Vào ngày 7 tháng 1 năm 2021, Ewerton trở lại đội bóng cũ Portimonense theo dạng cho mượn kéo dài một mùa giải từ Porto.

Vào cuối mùa giải 2020–21, Ewerton chấm dứt hợp đồng với Porto và ký hợp đồng 3 năm với Portimonense, với điều khoản giải phóng được ấn định ở mức 20 triệu euro. Porto giữ 50% quyền kinh tế của cầu thủ.

### Vegalta Sendai
Vào ngày 15 tháng 11 năm 2022, có thông báo rằng Portimonense sẽ gửi Ewerton cho đội Vegalta Sendai của J2 League theo hợp đồng cho mượn trong mùa giải 2023.

### Hà Nội
Vào ngày 11 tháng 3 năm 2024, Ewerton gia nhập câu lạc bộ Hà Nội tại V.League 1.